# Fortaleza de Santa Cruz do Cabo de Gué

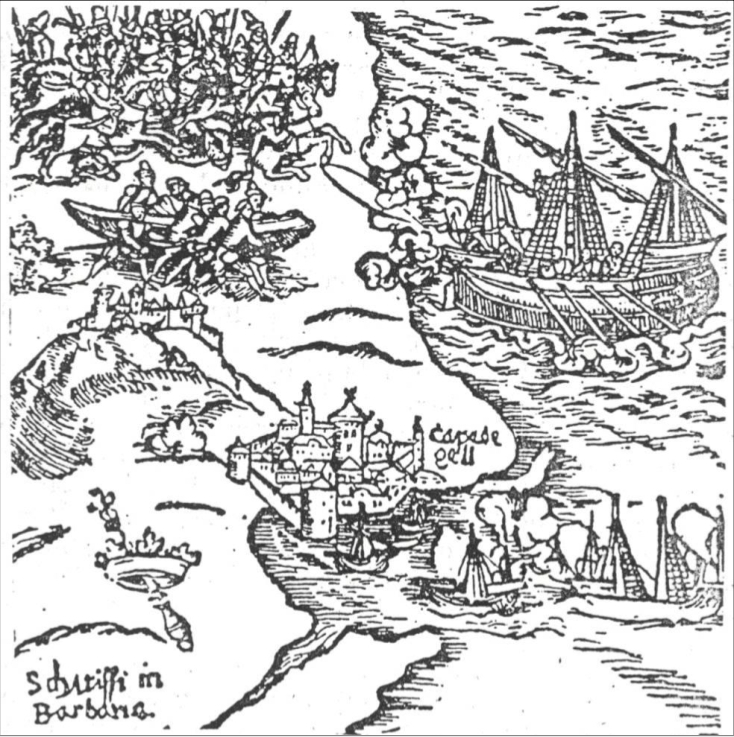
Vista de Santa Cruz do Cabo de Gué (Hans Staden, Duas Viagens ao Brasil, 1557. (A gravura inverteu a orientação da costa)

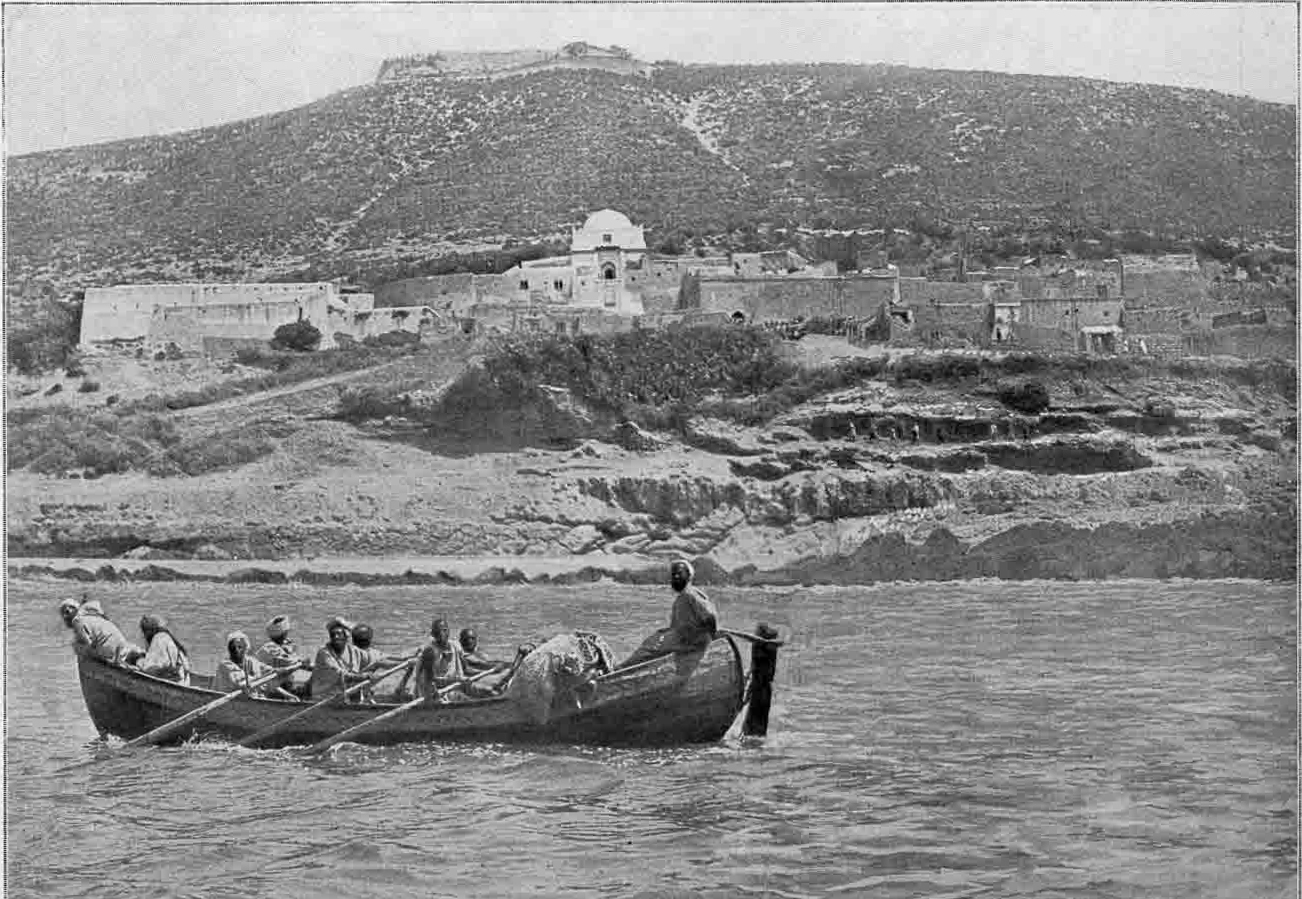
Agadir: praia onde se erguia a fortaleza (1905).

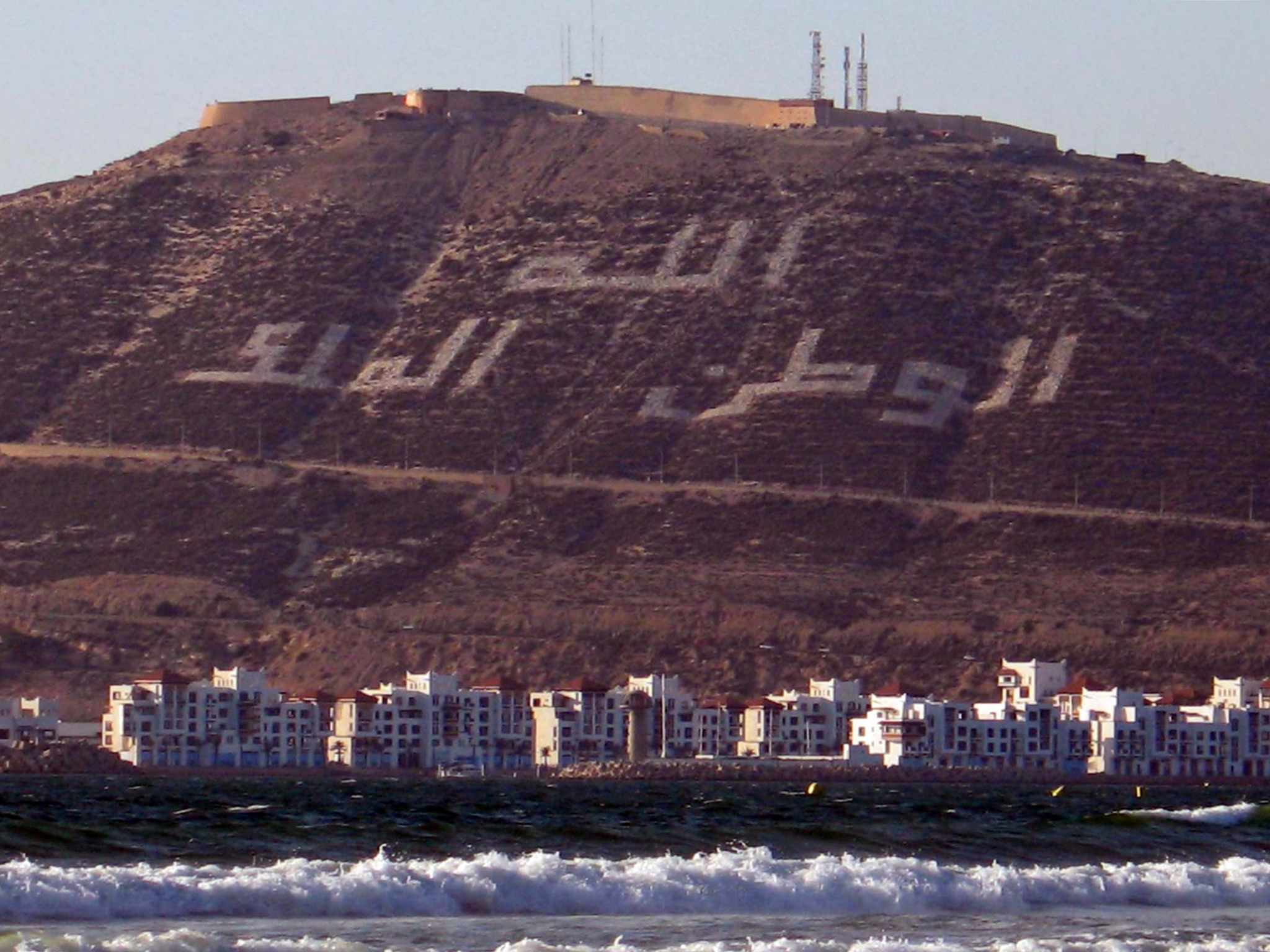
Agadir: praia onde se erguia a fortaleza (hoje).

A Fortaleza de Santa Cruz do Cabo de Gué ou de Aguer, também designada como Fortaleza de Santa Cruz do Cabo de Gué de Agoa de Narba, localizava-se na atual cidade de Agadir, no litoral do Marrocos.

## Toponímia
O Cabo de Gué (Cabo Guir, Ghit), situado cerca de 40 km a norte da fortaleza, é também referido como "Cabo da Guer" e "Cavo da Ger". O local onde se encontrava a fortificação é referido pelo cronista Damião de Góis como "Guadanabar do cabo de Guer".
O autor anónimo da "Crónica de Santa Cruz do Cabo de Gué" (século XVI) denomina-o "Guadanabar" ou "Agoa de Narba", que explica por se encontrar aí "(...) huma grande fonte de muito boa agoa (...) donde vinhão a beber muitos gados (...), [que pertenciam a] hum Mouro grão senhor (...) o qual se chamava Ahames Narba, pella qual cauza chamavão a fonte d'agoa de Narba",) mas que mais provavelmente se deve ao fato de que, perto do seu sítio, onde as tribos berberes costumavam realizar um mercado à quarta-feira ("Souk l-Arba' "), encontrava-se o armazém coletivo "Agadir", o que deu "Agadir l-Arba' ", forma árabe da toponímia identificada por Pierre de Cenival numa carta dos habitantes da região dirigida a Manuel I de Portugal, aportuguesada como "Agoa de Narba". Este último nome aparece nos mapas a partir de 1480, substituindo o de "Porto Meseguinam" ou "porto Meseguina" constante em mapas anteriores, desde 1325.

## História
A fortificação foi erguida a partir de 1505 pelo comerciante português João Lopes de Sequeira para fazer face às investidas dos castelhanos sobre Agadir. Foi por este vendida ao rei Manuel I de Portugal (1495-1521) em 1513.
Conquistada pelo Xerife Saadiano de Suz, Maomé Axeique em março de 1541, a sua perda determinou o início do recuo estratégico português na região a sul do Marrocos, que se iniciou com o abandono da Fortaleza de Azamor e da Praça-forte de Safim (ambas em 1542), e culminou, após a conquista de Fez pelo Xerife Saadiano (1549), com o abandono português da Praça-forte de Alcácer-Ceguer (1549) e da Praça-forte de Arzila (1550).

## Governadores de Santa Cruz do Cabo de Gué
- João Lopes de Sequeira (Proprietário) - segundo semestre de 1505 - 25 de Janeiro de 1513
- D. Francisco de Castro (1.° período) - Maio de 1513 - 1517
- Pero Leitão (Interino) - 1517[2]
- D. Francisco de Castro (2.° período) - Maio de 1517 - 1521
- Simão Gonçalves da Costa[3] (1.° período) - 1521 - 1523 ou 1524
- António Leitão de Gambôa - 1523 ou 1524 - 1529
- Luís Sacoto - 1529
- Simão Gonçalves da Costa[3] (2.° período) - 7 de Agosto de 1529 - Abril ou Maio de 1533
- António Rodrigues de Parada ou Domingos Lopes Barreto - Maio de 1533[4]
- Simão Gonçalves da Câmara[5] - 30 de Maio de 1533 - Julho (?) de 1533
- Rui Dias de Aguiar[6] - Julho (?) de 1533 - 15 de Novembro de 1533
- Guterre de Monroy (1.º período) - 16 de Novembro de 1533 - 1534
- Luís de Loureiro - 1534 - 1538
- Guterre de Monroy (2.º período) - 1538 - 12 de Março de 1541